# Dipoena tiro
Dipoena tiro är en spindelart som beskrevs av Claude Lévi 1963. Dipoena tiro ingår i släktet Dipoena och familjen klotspindlar.
Artens utbredningsområde är Venezuela. Inga underarter finns listade i Catalogue of Life.